# Matrimonio igualitario en Asia
En Asia han surgido intensos debates sobre la legalización del matrimonio igualitario, así como del registro de parejas de hecho y de la unión civil. La aceptación social de la comunidad LGBT en Asia es muy heterogénea y varía dependiendo cada país, cultura y época. A 2024, los únicos dos países asiáticos que legalizaron el matrimonio entre personas del mismo sexo a nivel nacional son la República de China (Taiwán), en mayo de 2019, Nepal en noviembre de 2023, y Tailandia en enero de 2025; mientras que Israel y Armenia reconocen los matrimonios homosexuales celebrados en el extranjero. Adicionalmente, existen algunos tipos de reconocimientos limitados a nivel local en países como Japón y Camboya, mientras que en Hong Kong, las parejas del mismo sexo pueden optar a derechos de visado de residencia como si fueran cónyuges. Asimismo, en varios países asiáticos, en su mayoría de Oriente Medio, los actos homosexuales entre adultos y por mutuo consentimiento se encuentran criminalizados, por lo que no existe ninguna posibilidad de reconocimiento a las parejas del mismo sexo hasta que no se despenalice la homosexualidad.

## Historia

### Fujian
En la provincia china de Fujian se realizaban matrimonios entre dos varones durante la dinastía Ming (1368 y 1644) y la dinastía Qing (1644-1912), en una época de amplia aceptación social y religiosa de la homosexualidad en esa región. Hu Tianbao es el dios en forma de conejo a lo que los hombres homosexuales le rezaban cuando se enamoraban de otro varón y querían ganar su amor.

### Israel
En Israel, el matrimonio civil no es realizado oficialmente por el Estado, quedando en manos de las autoridades religiosas del país la celebración del matrimonio, que solo permite la unión de un hombre y una mujer que sean ambos ciudadanos que profesen la misma religión, de nacionalidad israelí y residentes dentro de los territorios israelíes. Es reconocido civilmente el matrimonio en common-law, un tipo de registro de parejas de hecho alternativo, originado del derecho anglosajón, que no hace distinción de la orientación sexual de los contrayentes, siendo posible un matrimonio entre personas del mismo sexo desde 1994. Además, son reconocidos ante las autoridades civiles los matrimonios homosexuales civiles celebrados en el extranjero.

### Nepal
Luego de que el Tribunal Supremo de Nepal emitiera una orden provisional en mayo de 2023 para que el gobierno nepalés realice las gestiones pertinentes y conducentes a legalizar las uniones del mismo sexo, se abrió la posibilidad de reconocer la primera unión de este tipo. En    
consecuencia, el 29 de noviembre de ese mismo año, las autoridades nepalesas registraron al primer matrimonio entre una mujer transexual, reconocida legalmente como hombre, y una mujer biológica, como la primera boda LGBT legal en el país y de Asia del Sur.

### República de China
El 17 de mayo de 2019 el Yuan Legislativo aprobó el proyecto de ley llamado «Ley de Cumplimiento de la Interpretación del Yuan Judicial número 748», permitiendo así el matrimonio entre personas del mismo sexo a partir del 24 de abril del mismo año siguiendo una orden del Tribunal Constitucional de ese país. En 2012 una pareja de lesbianas había contraído matrimonio religioso mediante una boda budista, sentando un precedente en esa religión.

### Territorio Británico del Océano Índico
El Territorio Británico del Océano Índico, unas islas asiáticas administradas por el Reino Unido bajo territorio británico de ultramar, aprobó el matrimonio igualitario a través de una ordenanza emitida por el Consejo Privado del Reino Unido el 28 de abril de 2014, en consecuencia a igualar la legislación martital de su metrópolis.

### Tailandia
El 24 de septiembre de 2024, el rey Maha Vajiralongkorn ratificó la Ley de Igualdad Matrimonial mediante una sanción real, lo que equiparó el estatus de matrimonio a las uniones entre personas del mismo sexo. La ley entró en vigencia el 23 de enero de 2025, día en el cual 1.839 parejas del mismo sexo celebraron sus bodas civiles legalmente ante el Estado tailandés.